# 1997年のスポーツ
- 年度別スポーツ記事一覧

1997年のスポーツでは、1997年（平成9年）のスポーツ関連の出来事についてまとめる。

## できごと
- 1月19日 - ダカール～アガデス～ダカール・ラリーで篠塚建次郎が四輪部門で日本人初の総合優勝。同ラリーでは日野自動車がトラック部門で優勝。
- 1月25日 - 女子テニスのマルチナ・ヒンギスが史上最年少の16歳3ヶ月で全豪オープン初優勝。3月31日に史上最年少の世界ランキング1位になる。
- 2月2日 - 東京の東レ パン・パシフィック・オープン・テニストーナメントにて、シュテフィ・グラフがヒンギスとの決勝戦に出場できなくなる。
- 3月1日 - 1912年ストックホルムオリンピックの金メダルを剥奪されたジム・ソープの家族に85年ぶりに金メダルを返還。
- 4月13日 - ゴルフのタイガー・ウッズが史上最年少の21歳3ヶ月でマスターズ・トーナメント初優勝。
- 5月24日 - 伊良部秀輝投手がアメリカメジャーリーグのニューヨーク・ヤンキースと契約。
- 6月24日 - オリックスのイチロー選手が、209打席無三振のプロ野球記録を達成。
- 9月5日 - IOC総会、アテネを2004年夏季オリンピックの開催地に決定
- 10月6日 - パリで開催されていた国際柔道連盟総会で、カラー柔道着導入を圧倒的多数で可決。
- 11月16日 - サッカー日本代表がワールドカップ・サッカー最終予選でイランを破り、大会初出場を決める。
- 11月24日 - トミ・マキネン、2年連続でWRCドライバーズチャンピオン獲得。

## 総合競技大会
- 第18回冬季ユニバーシアード（韓国・茂朱、全州・1月24日～2月2日） - 日本の獲得メダル:金9、銀9、銅7
- 第6回スペシャルオリンピックス冬季世界大会（カナダ・トロント、コリングウッド・2月7日～11日）
- 第5回ワールドゲームズ （フィンランド・ラハティ・8月7日～17日） - 日本の獲得メダル:金6、銀3、銅5
- 第18回世界ろう者競技大会（デンマーク・コペンハーゲン・7月13日～26日） - 日本の獲得メダル:金6、銀1、銅1
- 第19回夏季ユニバーシアード（イタリア・シチリア・8月18日～31日） - 日本の獲得メダル:金14、銀8、銅11
- 第2回東アジア競技大会（韓国・釜山・5月10日～17日） - 日本の獲得メダル:金47、銀53、銅53
- 第52回なみはや国体（冬季スケート・アイスホッケー - 北海道・1月25日～28日、冬季スキー・バイアスロン - 秋田県・2月20日～23日、夏季 - 大阪府・9月13日～16日、秋季 - 大阪府・10月25日～30日）
天皇杯順位：優勝 大阪府、第2位 東京都、第3位 北海道
皇后杯順位：優勝 大阪府、第2位 東京都、第3位 埼玉県

## アイスホッケー
- スタンレーカップ決勝（1996-1997シーズン）
デトロイト・レッドウィングス （4戦全勝） フィラデルフィア・フライヤーズ

## アメリカンフットボール

### NFL
- AFCチャンピオンシップゲーム（1月12日、フォックスボロ、フォックスボロ・スタジアム）
ニューイングランド・ペイトリオッツ 20 - 6 ジャクソンビル・ジャガーズ
- NFCチャンピオンシップゲーム（1月12日、グリーンベイ、ランボー・フィールド）
グリーンベイ・パッカーズ 30 - 13 カロライナ・パンサーズ
- 第31回スーパーボウル (1月26日、ルイジアナ州・ルイジアナ・スーパードーム)
グリーンベイ・パッカーズ(NFC、29年ぶり3回目) 35 - 21 ニューイングランド・ペイトリオッツ(AFC)

### 日本の大会
- 第50回ライスボウル（1月3日、東京都文京区・東京ドーム）
リクルートシーガルズ(社会人代表) 19-16 京都大学ギャングスターズ(学生代表）
- 第52回毎日甲子園ボウル(12月20日、兵庫県西宮市・阪神甲子園球場）
法政大学トマホークス(関東学生代表) 21-21 関西学院大学ファイターズ(関西学生代表)
※史上4回目の両校優勝（ライスボウルへは法政大が出場）
- 第11回東京スーパーボウル (12月17日、東京都文京区・東京ドーム）
鹿島ディアーズ 48-12 松下電工インパルス

## 競馬

### 日本のGI競走
中央競馬
- フェブラリーステークス（東京競馬場・2月16日） 優勝：シンコウウインディ、騎手：岡部幸雄
- 桜花賞（阪神競馬場・4月5日） 優勝：キョウエイマーチ、騎手：松永幹夫
- 皐月賞（中山競馬場・4月13日） 優勝：サニーブライアン、騎手：大西直宏
- 天皇賞（春）（京都競馬場・4月27日） 優勝：マヤノトップガン、騎手：田原成貴
- NHKマイルカップ（東京競馬場・5月11日） 優勝：シーキングザパール、騎手：武豊
- 高松宮杯（中京競馬場・5月18日） 優勝：シンコウキング、騎手：岡部幸雄
- 優駿牝馬（オークス）（東京競馬場・5月25日)  優勝：メジロドーベル、騎手：吉田豊
- 東京優駿（日本ダービー）（東京競馬場・6月1日) 優勝：サニーブライアン、騎手：大西直宏
- 安田記念（東京競馬場・6月8日) 優勝：タイキブリザード 騎手：岡部幸雄
- 宝塚記念（京都競馬場・7月6日) 優勝：マーベラスサンデー 騎手：武豊
- 秋華賞（京都競馬場・10月19日) 優勝：メジロドーベル、騎手：吉田豊
- 天皇賞（秋）（東京競馬場・10月26日） 優勝：エアグルーヴ、騎手：武豊
- 菊花賞（京都競馬場・11月2日） 優勝：マチカネフクキタル、騎手：南井克巳
- エリザベス女王杯（京都競馬場・11月9日） 優勝：エリモシック、騎手：的場均
- マイルチャンピオンシップ（京都競馬場・11月16日） 優勝：タイキシャトル、騎手：横山典弘
- ジャパンカップ（東京競馬場・11月23日） 優勝：ピルサドスキー、騎手：マイケル・キネーン
- 阪神3歳牝馬ステークス（阪神競馬場・11月30日） 優勝：アインブライド、騎手：古川吉洋
- 朝日杯3歳ステークス（中山競馬場・12月7日） 優勝：グラスワンダー、騎手：的場均
- スプリンターズステークス（中山競馬場・12月14日） 優勝：タイキシャトル、騎手：岡部幸雄
- 有馬記念（中山競馬場・12月21日） 優勝：シルクジャスティス、騎手：藤田伸二

地方競馬
- 川崎記念　(川崎競馬場・2月5日） 優勝：ホクトベガ、騎手：横山典弘
- 帝王賞（大井競馬場・6月24日） 優勝：コンサートボーイ、騎手：的場文男
- マイルチャンピオンシップ南部杯（盛岡競馬場・10月10日） 優勝：タイキシャーロック、騎手：横山典弘
- ダービーグランプリ（盛岡競馬場・11月3日） 優勝：テイエムメガトン、騎手：菊地昇吾
- 東京大賞典（大井競馬場・12月28日） 優勝：トーヨーシアトル、騎手：松永昌博

### JRA賞
- 年度代表馬・最優秀5歳以上牝馬　エアグルーヴ
- 最優秀3歳牡馬　グラスワンダー
- 最優秀3歳牝馬　アインブライド
- 最優秀4歳牡馬　サニーブライアン
- 最優秀4歳牝馬・最優秀父内国産馬　メジロドーベル
- 最優秀5歳以上牡馬　マーベラスサンデー
- 最優秀短距離馬　タイキシャトル
- 最優秀ダートホース　該当馬なし
- 最優秀障害馬　アワパラゴン

## ゴルフ

### 世界4大大会（男子）
- マスターズ優勝者：タイガー・ウッズ（アメリカ）
- 全米オープン優勝者：アーニー・エルス（南アフリカ）
- 全英オープン優勝者：ジャスティン・レナード（アメリカ）
- 全米プロゴルフ優勝者：デービス・ラブ3世（アメリカ）

ウッズのマスターズ最年少優勝が世界的な反響を呼び、テニスのヒンギスとともに“最年少フィーバー”を沸き起こした。

### 世界4大大会（女子）
- ナビスコ・ダイナ・ショア大会優勝者：ベッツィ・キング（アメリカ）
- 全米女子プロゴルフ優勝者：クリス・ジョンソン（アメリカ）
- 全米女子オープン優勝者：アリソン・ニコラス（イギリス）
- デュモーリエ・クラシック優勝者：コリーン・ウォーカー（アメリカ）

### 日本
- 賞金王（男子）：尾崎将司
- 賞金女王：福嶋晃子

## サッカー
- 天皇杯全日本サッカー選手権大会決勝
ヴェルディ川崎 3-0 サンフレッチェ広島
- ゼロックス・スーパーカップ
鹿島アントラーズ 3-2 ヴェルディ川崎
- Jリーグ
  - 第1ステージ優勝:鹿島アントラーズ
  - 第2ステージ優勝:ジュビロ磐田
  - 年間優勝:ジュビロ磐田
  - ナビスコカップ優勝：鹿島アントラーズ

## テニス

### グランドスラム
- 全豪オープン　男子単優勝：ピート・サンプラス（アメリカ）、女子単優勝：マルチナ・ヒンギス（スイス）
- 全仏オープン　男子単優勝：グスタボ・クエルテン（ブラジル）、女子単優勝：イバ・マヨリ（クロアチア）
- ウィンブルドン　男子単優勝：ピート・サンプラス（アメリカ）、女子単優勝：マルチナ・ヒンギス（スイス）
- 全米オープン　男子単優勝：パトリック・ラフター（オーストラリア）、女子単優勝：マルチナ・ヒンギス（スイス）

ヒンギスが史上最年少の16歳で年間3冠を獲得。ゴルフのウッズとともに“最年少フィーバー”を沸き起こした。サンプラスはウィンブルドン選手権で4大大会優勝を「10勝」の大台に乗せた。

## プロレス
- プロレス大賞MVP:蝶野正洋（新日本プロレスNWOジャパン）初受賞
- G1クライマックス（新日本プロレス）優勝：佐々木健介（初優勝）
- 世界最強タッグ決定リーグ戦（全日本プロレス） 優勝：川田利明&田上明「聖鬼軍」組（2連覇）

## 誕生

### 1月
- 1月18日 - 坂井大将（長崎県、サッカー）

### 3月
- 3月4日 - 原大智（東京都、フリースタイルスキー）
- 3月10日 - ベリンダ・ベンチッチ（スイス、テニス）
- 3月11日 - 野澤真央（愛知県、ゴルフ）
- 3月16日 - 床秦留可（東京都、アイスホッケー）
- 3月17日 - ケイティ・レデッキー（アメリカ、水泳）
- 3月18日 - 渡辺一平（大分県、水泳）
- 3月19日 - ルタ・メイルティテ（リトアニア、水泳）
- 3月21日 - 棚池穂乃香 (滋賀県、陸上競技)
- 3月24日 - ソン・ジョンフン (韓国、アイスホッケー)
- 3月28日 - ナム・ヒドゥ (韓国、アイスホッケー)

### 4月
- 4月9日 - 鈴木春奈（神奈川県、フィギュアスケート）
- 4月13日 - 田辺ひかり (広島県、ゴルフ)
- 4月18日 - 鶴田玲美（鹿児島県、陸上競技)
- 4月23日 - 彭程（中国、フィギュアスケート）
- 4月24日 - リディア・コ（ニュージーランド、ゴルフ）
- 4月29日 - 志田千陽（秋田県、バドミントン選手）

### 5月
- 5月2日 - 郡菜々佳（大阪府、陸上競技)
- 5月10日 - 真部亜樹（京都府、陸上競技)
- 5月17日 - 関谷夏希（千葉県、陸上競技)
- 5月29日 - 一山麻緒（鹿児島県、陸上競技）

### 6月
- 6月6日 - 山口茜（福井県、バドミントン）
- 6月14日 - 渡辺彩華（愛知県、総合格闘技）
- 6月16日 - 永井花奈（東京都、ゴルフ）
- 6月24日 - 磯部裕次郎（北海道、アイスホッケー）

### 7月
- 7月1日 - ちびさいKYOKA（新潟県、総合格闘技）
- 7月18日 - キアラ・ヘルツル（オーストリア、スキージャンプ）
- 7月18日 - 相澤晃（福島県、陸上競技）
- 7月23日 - 池田涼希 (北海道、アイスホッケー)

### 8月
- 8月7日 - 茂木慎之介 (東京都、アイスホッケー)
- 8月9日 - 藤田菜七子（茨城県、競馬）
- 8月9日 - 阿部一二三（兵庫県、柔道）
- 8月25日 - ケイティ・オーメロッド（イギリス、スノーボード）[1]
- 8月31日 - 髙松望ムセンビ（大阪府、陸上競技)

### 9月
- 9月13日 - 倉岡奈々（鹿児島県、陸上競技)
- 9月30日 - ヤナ・クドリャフツェワ（ロシア、新体操）

### 10月
- 10月3日 - 佐藤成葉（神奈川県、陸上競技)
- 10月4日 - 脇元華（宮崎県、ゴルフ）
- 10月12日 - 浅倉カンナ（千葉県、格闘技）
- 10月16日 - 大坂なおみ（大阪府、テニス）
- 10月27日 - 石井秀人 (神奈川県、アイスホッケー)
- 10月29日 - 五島莉乃（石川県、陸上競技)
- 10月29日 - オ・インギョ (韓国、アイスホッケー)

### 11月
- 11月23日 - 澤田千優（東京都、総合格闘技）

### 12月
- 12月17日 - 宇野昌磨（愛知県、フィギュアスケート）
- 12月17日 - 大岩龍一（千葉県、ゴルフ）
- 12月23日 - 若林康太（新潟県、陸上競技)
- 12月28日 - 片岡尚之（北海道、ゴルフ)

## 死去
- 1月30日 - 内堀保（長崎県、野球、*1917年）
- 1月30日 - 山岸二郎（福岡県、テニス、*1912年）
- 4月13日 - 西田修平（和歌山県、陸上競技、*1910年）
- 4月26日 - 藤本英雄（山口県、野球、*1918年）
- 5月19日 - トロイ・ラットマン（アメリカ、レーシングドライバー、*1930年）
- 6月2日 - ヘレン・ジェイコブス（アメリカ、テニス、*1908年）
- 6月6日 - 戸倉勝城（山口県、野球、*1914年）
- 6月8日 - 本堂保次（大阪府、野球、*1918年）
- 6月25日 - ジャック＝イヴ・クストー（フランス、探検家、*1910年）
- 7月13日 - アレクサンドラ・ダニロワ（ロシア、バレエダンサー、*1903年）
- 7月23日 - 南部忠平（北海道、陸上競技、*1904年）
- 7月24日 - フランク・パーカー（アメリカ、テニス、*1916年）
- 7月25日 - ベン・ホーガン（アメリカ、ゴルフ、*1912年）
- 8月17日 - プラム麻里子（東京都、プロレス、*1967年）
- 8月18日 - 栃赤城雅男（群馬県、相撲、*1954年）
- 8月29日 - 大久保房松（青森県、競馬、*1897年）
- 8月30日 - エルンスト・ヴィリモフスキ（ポーランド、サッカー、*1916年）
- 9月9日 - リッチー・アシュバーン（アメリカ、野球、*1927年）
- 9月10日 - フリッツ・フォン・エリック（ドイツ、プロレス、*1929年）
- 9月16日 - 坪内道則（大阪府、野球、*1914年）
- 10月6日 - ジョニー・ヴァンダー・ミーア（アメリカ、野球、*1914年）
- 10月22日 - 柚木進（広島県、野球、*1920年）
- 11月4日 - 青田昇（兵庫県、野球、*1924年）
- 11月14日 - エディ・アーキャロ（アメリカ、競馬、*1916年）
- 11月20日 - ジョイス・ウェザード（イギリス、ゴルフ、*1901年）
- 12月14日 - ハリー・グラス（ドイツ、スキージャンプ、*1930年）